# Nezu-Schrein

Nezu-Schrein

Der Nezu-Schrein (jap. 根津神社, Nezu-jinja) ist ein Shintō-Schrein im gleichnamigen Stadtteil im Norden des Tokioter Bezirkes Bunkyō. Neben dem Asakusa-Schrein und dem Tōshōgū ist er der dritte Schrein in Tokio, der den Status „Wichtiges Kulturerbe“ hat, und zudem einer der zehn Schreine, die als Tōkyō-jissha bekannt sind.

## Geschichte
Der Bau des Schreins wird dem legendären Priester Yamato Takeru no Mikoto zugeschrieben, der den Schrein vor etwa 1900 Jahren in Sendagi (千駄木) zu Ehren der Gottheit Susanoo gegründet haben soll. Der heute noch sichtbare Bau geht auf den fünften Shogun Tokugawa Tsunayoshi zurück und ist auf das Jahr 1705 datiert. Es war Tsunayoshi, der den Schrein von Sendagi ins benachbarte Nezu verlagerte. Vor der Trennung von Shintō und Buddhismus hieß der Schrein Nezu Gongen. (根津権現).
Honden (本殿, „Haupthalle“), Haiden (拝殿, „Gebetshalle“), Heiden (幣殿, „Opferhalle“), Karamon (唐門, „chinesisches Tor“), Rōmon (楼門, „zweistöckiges Tor“) und Sukibei (透塀, „durchsichtige Mauer“) sind fast vollständig erhalten geblieben und zählen zu den ältesten noch im Original erhaltenen Konstruktionen in Tokyo. Sie begründen den Status „wichtiges Kulturerbe“.

## Aufbau
Die Gebäude sind im Gongen-Baustil errichtet worden, der während des Tokugawa-Shogunats bevorzugt wurde. Die Haupthalle ist mit rotem Gongenzukuri-Lack gestrichen. Tor und Honden zeigen deutliche buddhistischen Einflüsse; viele Verzierungen sind typisch für buddhistische Tempel. Während der Edozeit wurden Shinto und Buddhismus noch nicht strikt getrennt wie in den Folgeepochen, sodass dies typisch ist für Schreine dieser Epoche.
Hinter dem Rōmon befindet sich rechts die Kagura-den (神楽殿), eine Bühne, auf der bei den Schreinfesten (Matsuri) die rituellen Tänze aufgeführt werden. Links befindet sich der Felsen Bungō ikoi no ishi (文豪憩いの石, dt. „Ruhestein der Dichtmeister“), auf dem die Schriftsteller Natsume Sōseki und Mori Ōgai Inspirationen für ihre Romane gefunden haben und dann den Schrein in ihren Romanen verewigten.
Direkt geradeaus befindet sich Karamon als Eingang zum vom Sukibei umzäunten Innenhof mit den eigentlichen Heiligtümern. Hier werden die Gottheiten Susanoo, Ōyamakui, Handawake (Hachiman), Ōkuninushi sowie der vergöttlichte Sugawara no Michizane verehrt.
Links vom Innenhof befindet sich der Schreingarten. Am Anfang des Gartens befindet sich der Otome-Inari-Schrein (乙女稲荷神社, Otome-Inari-jinja) in dem der Reisgott (Inari) Uga-no-mitama verehrt wird. Typisch für diesen Schreintyp sind die Fuchsstatuen (Kitsune), als Diener der Inari, sowie die roten Torii, die hier entlang beider Seiten des Schreins aufgereiht sind. Der Schreingarten hat einen Teich mit Karpfen und Schildkröten. Hinter dem Teich steigt das Gelände an. Am Hang sind knapp 3000 Azaleenbüsche von 50 Arten gepflanzt, die Mitte bis Ende April blühen. Zu dieser Zeit wird eines der beiden großen Schreinfeste abgehalten. Der Schrein ist ferner für seine Pflaumenblüte bekannt.
Nördlich vom Otome-Inari-Schrein befindet sich ein weiterer Inari-Schrein, der Komagome-Inari-Schrein (駒込稲荷神社, -jinja), in dem Urgötterpaar Izanagi und Izanami sowie der Reisgott Uga-no-mitama und das Windgötterpaar Shinatobe und Shinatsuhiko verehrt werden.

## Matsuri
Im Schrein finden mehrere Matsuri (Schreinfeste) statt. Das wichtigste ist das Reisai (例祭) und wird am 21. September abgehalten. Das Matsuri ist neben dem Kanda Matsuri des Kanda Myōjin und dem Sannō Matsuri des Hie-Schreins eines der drei Tenka Matsuri (天下祭, dt. etwa: „Reichsfeste“), die auf Shogun Tokugawa Ienobu zurückgehen, der drei Mikoshi (tragbare Schreine) stiftete, und damit zu den wichtigsten Festen des alten Edo gehörten. Ein weiteres großes und besonderes ist das „Azaleenfest“ (つつじまつり, Tsutsuji-matsuri) vom 9. April bis 5. Mai während der Azaleenblüte.

## Bildgalerie

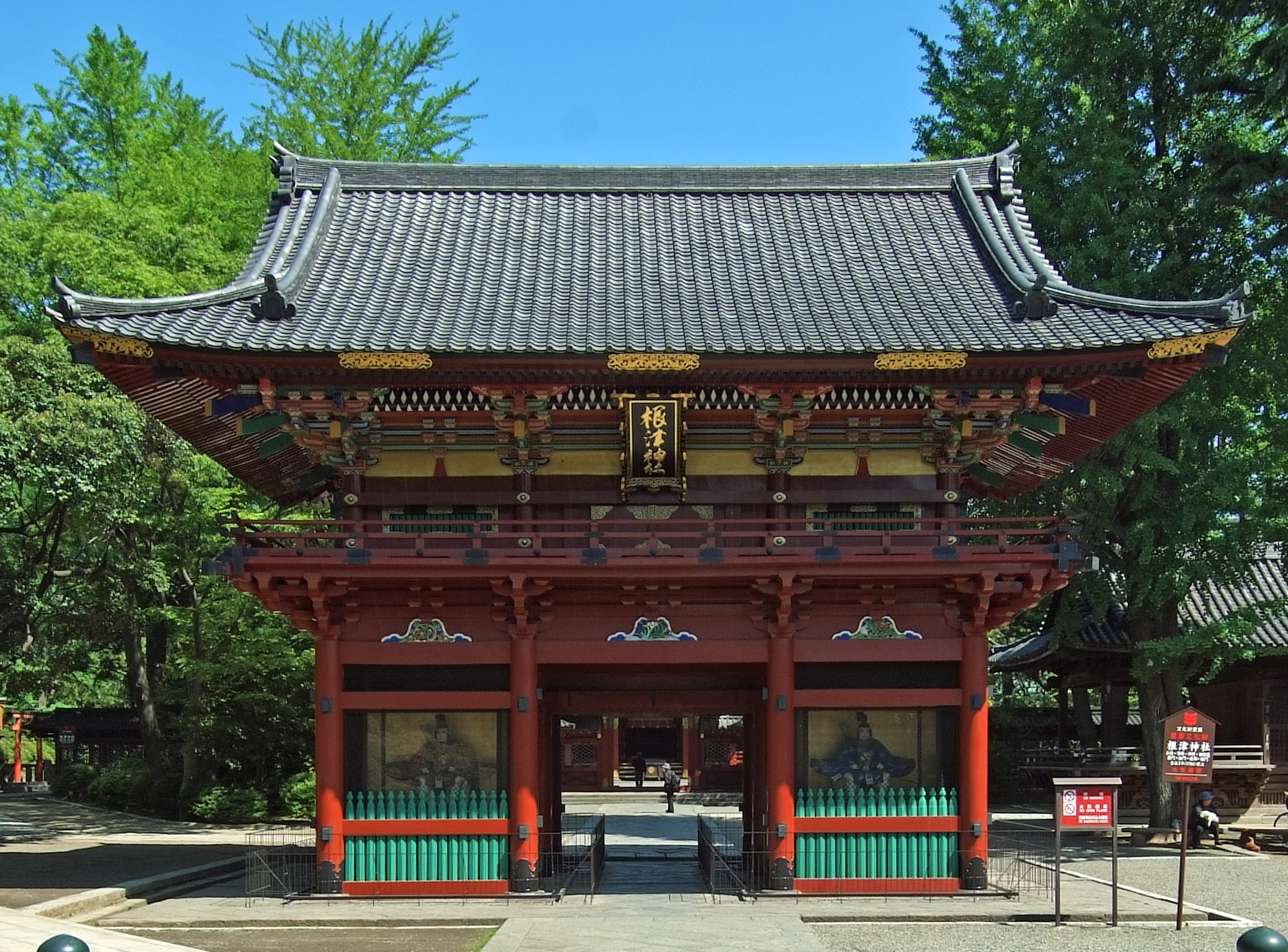
Rōmon am Außenbereich
Karamon am Innenbereich mit Haiden im Hintergrund
Torii des Otome-Inari-Schreins
Nō-Bühne (während des Azaleenfestes im April)
Azaleenblüte im April
Panorama vom Beginn der Azaleenblüte im April
Trommelgruppe während des Matsuri
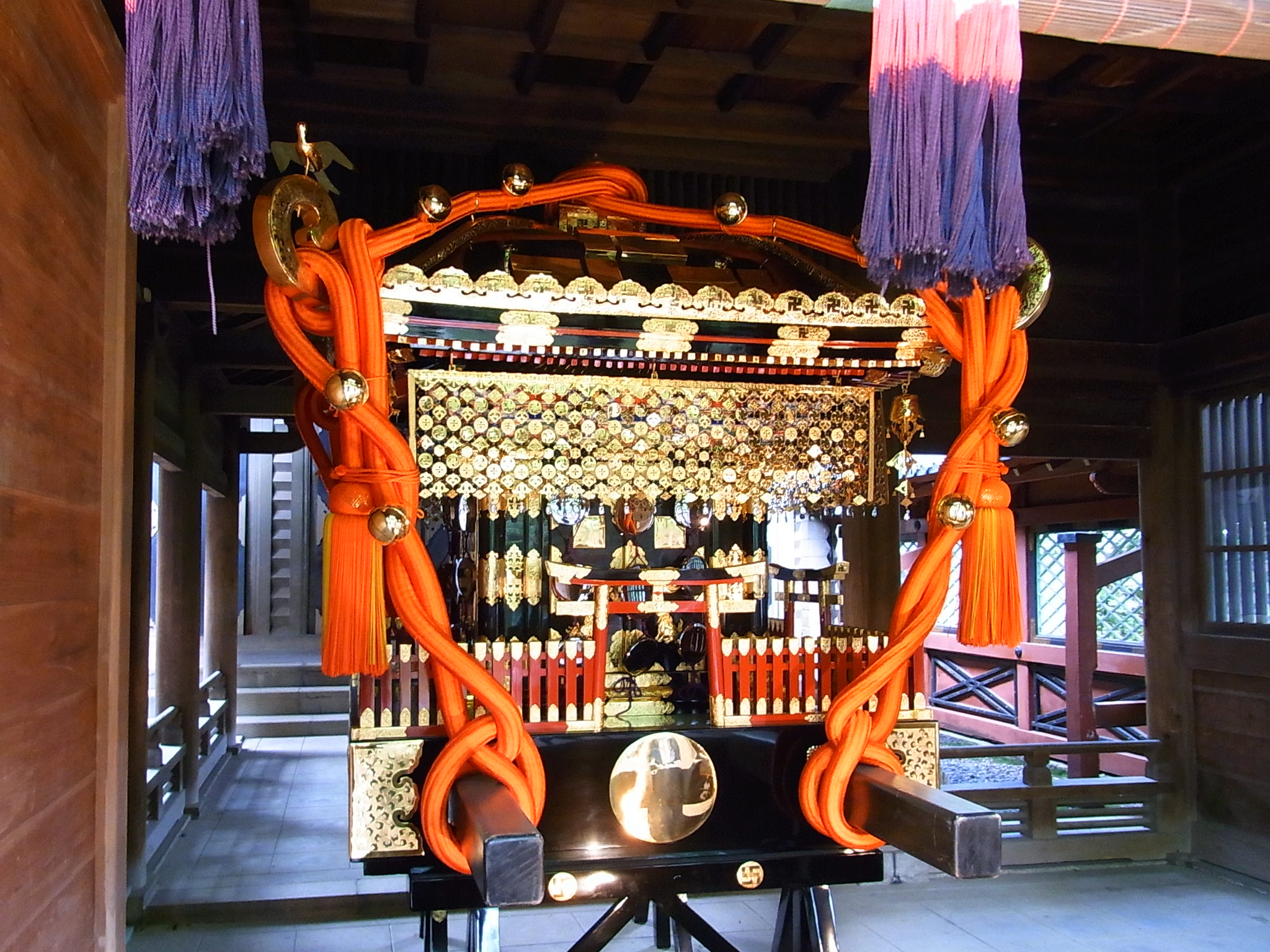
Mikoshi